# Copy trading
Il copy trading sui mercati finanziari consente ai trader di copiare automaticamente le posizioni aperte e gestite da altri trader selezionati.
A differenza del mirror trading, un metodo che consente ai trader di copiare specifiche strategie, il copy trading collega realmente al conto dell'investitore copiato, una parte dei fondi del trader che sta copiando. Qualsiasi azione di trading eseguita successivamente dal trader copiato, come ad esempio l'apertura di una posizione, l’inserimento di ordini Stop Loss e Take Profit o la chiusura di una posizione, viene eseguita anche sul conto del trader che sta copiando, in base alla proporzione tra il conto dell'investitore copiato e i fondi assegnati al copy trading dal trader che sta copiando.
Solitamente il trader che copia mantiene la capacità di disconnettere le operazioni copiate e gestirle autonomamente. È possibile anche interrompere la relazione di copia, chiudendo tutte le posizioni copiate al prezzo di mercato corrente. Gli investitori copiati (chiamati leader o provider di segnali) ricevono spesso commissioni di abbonamento mensili fisse da parte del trader che copia le loro operazioni (follower di segnale). Inoltre, gli investitori leader possono guadagnare fino al 100% di sconto sullo spread sulle loro transazioni personali. Gli schemi premianti servono a stimolare i trader a consentire ad altri di monitorare e copiare le loro operazioni invece di fare trading privatamente.
Il copy trading ha portato allo sviluppo di un nuovo tipo di portafoglio di investimento, che alcuni addetti ai lavori chiamano "Portafoglio basato sulle persone" o "Portafogli di segnale" (prendendo in prestito la terminologia del noto MetaQuotes Signal Marketplace). I portafogli basati sulle persone differiscono dai portafogli di investimento tradizionali in quanto i fondi di investimento sono investiti su altri investitori e non in strumenti tradizionali basati solo sul reale andamento del mercato.
Sebbene i follower non trasferiscano capitale nei conti dei provider di segnale, questi ultimi operano de facto come gestori di portafoglio, perché hanno il controllo indiretto su una parte del capitale dei follower di segnale. Ecco come le reti di social trading rappresentano una modalità innovativa per la gestione delegata del portafoglio.

## Storia
Inizialmente alcuni trader hanno comunicato ai propri follower l'intenzione di aprire o chiudere operazioni specifiche a determinati livelli attraverso l'utilizzo di newsletter. In seguito è nata la prima trading room basata sullo stesso concetto. Invece di utilizzare l'e-mail, il trader annunciava l'esecuzione di una transazione, postandola in una room virtuale, e i suoi follower potevano leggere e riprodurre la transazione stessa. Quando le chat room si sono evolute, anche altri trader potevano commentare o postare domande online, richiedendo una presenza costante davanti allo schermo, spesso pagando una commissione per l’utilizzo della piattaforma.
Giunti a quel livello, alcuni trader resero conto dell’enorme potenziale che un sistema di replica automatica avrebbe potuto avere, se ben concepito. Nel 2005, sulla base del trading automatico, noto anche come trading algoritmico, si sono sviluppati il Copy Trading e il mirror trading. Il trading automatico era un sistema di trading in cui i trader condividevano la propria cronologia di trading che altri potevano seguire. Tradency è stata una delle prime a proporre un sistema di auto-trading nel 2005, denominato Mirror Trader. Un trader poteva condividere sui sistemi la propria strategia di trading con dei record di trading che mostrano a tutti le performance di quella determinata strategia. Altri utenti potevano quindi decidere di replicare sul proprio conto tutte le transazioni scaturite da quella strategia.
Da qui al livello successivo il passo è stato breve. In determinate circostanze i trader poterono collegare il proprio conto di trading personale direttamente alla piattaforma, e da quel momento ogni loro azione è stata registrata e resa disponibile agli utenti senza la necessità di presentare prima la strategia di trading.

## Studi
Nel 2012 il MIT ha finanziato uno studio diretto dal Dr. Yaniv Altshuler. Lo studio ha mostrato che i trader del network di social investment eToro che hanno deciso di seguire il sistema "guided copying", ovvero di copiare le azioni di un investitore opportunamente indicato, hanno ottenuto performance del 6-10% superiori rispetto ai trader che facevano trading manualmente e il 4% in più rispetto ai trader che copiavano investitori casuali scelti da loro.
A partire dal 2013, il Dr. Altshuler ha collaborato con il professor Alex "Sandy" Pentland, del MIT, a uno studio rivolto a individuare un meccanismo di social trading "sostenibile" per comprendere in dettaglio la capacità dei trader di trarre vantaggio dal copy trading. La ricerca ha scoperto anche che i trader più seguiti sono spesso, anche se non sempre, i più efficaci.
Nel processo decisionale che si attua nell’investimento convenzionale, l'imitazione ha dimostrato di svolgere un ruolo significativo.
Nel 2014, Mauro Martino, del Centro di Ricerca Watson della IBM Research, e Altshuler hanno collaborato con Yang-Yu Liu, Jose C. Nacher e Tomoshiro Ochiai a uno studio sul trading finanziario che ha dimostrato che le operazioni copiate hanno maggiori probabilità di produrre profitti rispetto alle operazioni standard, ma per esse, il ritorno sull'investimento delle operazioni che si chiudono con profitto è inferiore rispetto al ritorno di operazioni profittevoli standard.
Nel 2018, il professor Matthias Pelster della Paderborn University e Annette Hofmann della St. John's University sono giunti alla conclusione che, in caso di rendimenti negativi, le perdite sono generalmente più elevate per le operazioni copiate. Hanno anche evidenziato che gli investitori che vengono copiati da altri investitori hanno maggiori probabilità di subire gli effetti di disposizione.
Nel 2019, Gortner e van der Weele hanno svolto sperimentalmente una ricerca sulle doppie aste di titoli Arrow-Debreu securities, con e senza dati peer. La conclusione del loro studio è stata che osservando i portafogli di altri trader, gli operatori tendono ad acquistare portafogli meno volatili. Tuttavia, quando i trader vengono valutati in base alle loro prestazioni, questa influenza viene neutralizzata.

### Influenza sul comportamento
Le piattaforme di copy trading possono influenzare il comportamento in vari modi. Le loro principali caratteristiche istituzionali incoraggiano l'imitazione, sia direttamente che indirettamente: direttamente consentendo agli investitori di copiare gli altri con il semplice clic di un pulsante, indirettamente fornendo informazioni sul portafoglio e sulle prestazioni degli altri, che gli utenti possono provare a replicare da soli. Di conseguenza, i siti Web di copy trading sono, per loro natura, un ambiente di imitazione istituzionalizzato in cui operare.
In un contesto diverso, come sottolineato da Theo Offerman e Andrew Schotter (2009), quando i profitti sono maggiori, l'imitazione può portare i soggetti a prendere decisioni rischiose. Nel contesto di un mercato finanziario in cui i prezzi dei titoli sono generalmente volatili, l'imitazione può avere effetti particolarmente significativi. Rendimenti elevati nel copy trading possono essere associati a un'assunzione di rischio molto alta da parte degli investitori replicati. Di conseguenza, gli investitori che si dimostrano più efficienti potrebbero non solo essere stati fortunati, ma anche essersi assunti rischi maggiori. Pertanto, i follower potrebbero essere spinti a perseguire strategie di investimento rischiose. Il copy trading può portare anche a un'assunzione di rischio eccessiva e a risultati non ottimali, sia a livello personale che sociale.
La Pompeu Fabra University, la Heidelberg University e la University of Essex Colchester sono state le prime a studiare il copy trading in un ambiente sperimentale. Hanno studiato il concetto di chi sceglie di diventare un follower e hanno scoperto che l'avversione al rischio è un fattore decisivo. Il principale fattore che spinge gli investitori a imitare le decisioni finanziarie di un altro investitore è il loro livello di avversione al rischio. Minore è la tolleranza al rischio, maggiore è la probabilità che decidano di copiare altri trader.
Nel contesto degli studi sull'apprendimento sociale, Jacob Goeree e Leeat Yariv (2015) e John Duffy (2019) mostrano che una porzione rilevante di soggetti ha un forte desiderio di seguire gli altri, anche quando non dispongono di dati sulle prestazioni. Altre ricerche hanno indicato che "la mancanza di fiducia è una delle barriere più significative che inibiscono il trading online" e che i segnali di fiducia "svolgono un ruolo importante" nel superamento di queste barriere. I membri delle community che segnalano in modo proattivo online la loro affidabilità hanno una forte influenza sul comportamento degli altri. Pertanto, nell'impostazione del trading online e del copy trading, la credibilità online dei membri della community è fondamentale, mentre in altri contesti tale processo decisionale basato sulla fiducia è raro.

## Regolamento
L’FCA adotta il punto di vista espresso nelle “Questions and Answers” MiFID dell'Autorità Europea degli Strumenti Finanziari e dei Mercati (ESMA): protezione degli investitori e degli intermediari (domanda n. 9) rispetto a come funzionano il copy e il mirror trading ai sensi della direttiva MiFID. Li considera come un'esecuzione automatica di segnali di trading senza alcun input manuale da parte del titolare del conto. Ciò implica obblighi normativi standard per la gestione autorizzata.
Nel 2014, la Financial Conduct Authority (FCA) del Regno Unito ha sollevato preoccupazioni in merito al copy trading ritenendo che le aziende offrano il copy trading in effetti come gestori di investimenti non regolamentati. Pertanto, la FCA ha inviato delle lettere a quelle società che forniscono servizi di copy trading. notificando l’intenzione di classificarle come gestori di portafoglio o di investimento.

## Rispetto al social trading
Vari operatori di trading finanziario offrono funzionalità di copy trading come uno dei servizi di una piattaforma di social trading più ampia. Il social trading, di solito, include la possibilità di entrare in contatto con altri investitori utilizzando la piattaforma in modo social (commenti, like, condivisione di link, ecc.) e di trovare così potenziali candidati per il copy trading, visualizzando le statistiche sulle performance degli investitori.
Alcune piattaforme forniscono anche funzionalità per ordinare e classificare i trader in base a determinati parametri di performance, rendendo così più facile per i trader individuare i potenziali investitori da copiare. In genere, sono disponibili gli storici di trading dei trader disponibili da farsi copiare, con indicazioni dettagliate delle loro performance e metriche di rischio.